# Microweisea planiceps
Microweisea planiceps – gatunek chrząszcza z rodziny biedronkowatych i podrodziny Microweiseinae.

## Taksonomia
Gatunek ten opisany został po raz pierwszy w 1899 roku przez Thomasa Lincolna Caseya na łamach „Journal of the New York Entomological Society” pod nazwą Smilia planiceps. Jako miejsce typowe ustalono południową Kalifornię. Nazwa rodzajowa Smilia okazała się jednak być młodszym homonimem nazwy wprowadzonej w 1833 roku przez Ernsta Friedrich Germara. W związku z tym Theodore D.A. Cockerell zastąpił ją w 1900 roku nazwą Epismilia. Ta również okazała się być młodszym homonimem, tym razem nazwy wprowadzonej w 1861 roku przez Louisa E.G. de Fromentela dla rodzaju jamochłonów. W związku z tym w 1903 roku Cockerell zastąpił ją nazwą Microweisea. W 1931 roku Richard Korschefsky proponował umieszczenie gatunku w rodzaju Pentilia. W 1970 roku omawiany gatunek umieszczony został przez Roberta Gordona w rodzaju Gnathoweisea. W 2012 roku rodzaj ów zsynonimizowany został z Microweisea przez Hermesa Escalonę i Adama Ślipińskiego.

## Morfologia
Chrząszcz o podługowato-owalnym, wyraźnie wysklepionym ciele długości od 0,85 do 1,1 mm i szerokości od 0,72 do 0,78 mm. Wierzch ciała porośnięty jest rozproszonymi, krótkimi włoskami. Ubarwienie jest ciemnobrązowe do smoliście czarnego. Głowa jest niemal czarna, skórzasta, słabo połyskująca, prawie pozbawiona punktowania, umiarkowanie przed oczami wydłużona, pociągła, ale krótsza niż u M. ferox. Czułki zbudowane są z dziesięciu członów, z których trzy ostatnie formują zwartą buławkę. Ostatni człon głaszczków szczękowych jest wąsko-stożkowaty. Przedplecze jest poprzeczne, zmatowiałe, mocno skórzaste. Kąty przednio-boczne przedplecza mają ukośne linie. Kształt tarczki jest trójkątny. Pokrywy są pokryte grubymi, wyraźnie wgłębionymi punktami rozstawionymi na odległości nie większe niż ich średnice. Odnóża są zakończone trójczłonowymi stopami o niezmodyfikowanych pazurkach. Przedpiersie wypuszcza ku przodowi zasłaniający narządy gębowe płat. Przednia krawędź śródpiersia jest płaska. Samiec ma silnie niesymetryczne paramery, długi i przekręcony płat środkowy fallobazy oraz prącie o wyraźnie wyodrębnionej kapsule nasadowej.

## Rozprzestrzenienie
Owad nearktyczny, endemiczny dla południowo-zachodnich Stanów Zjednoczonych, znany z Arizony i południowej części Kalifornii. Zasiedla m.in. pasma Huachucha Mountains, Santa Rita Mountains oraz Argus Mountains.